# Edgware
Edgware är en ort i Storbritannien.   Den ligger i grevskapet Greater London och riksdelen England, i den södra delen av landet, 16 km nordväst om huvudstaden London. Edgware ligger 64 meter över havet och antalet invånare är 9 832.
Terrängen runt Edgware är platt, och sluttar söderut. Runt Edgware är det mycket tätbefolkat, med 5 206 invånare per kvadratkilometer. Närmaste större samhälle är City of London, 16,8 km sydost om Edgware. Runt Edgware är det i huvudsak tätbebyggt.